# L'Alpagueur
Pour plus de détails, voir Fiche technique et Distribution.
L'Alpagueur est un film policier français réalisé par Philippe Labro, sorti le 17 mars 1976.

## Synopsis
L'Alpagueur est un ancien traqueur de fauves devenu chasseur de primes. Il travaille en mercenaire pour des personnes haut placées en agissant dans l'ombre, incognito et au-delà de la routine policière. Tout à fait illégal, mais très efficace. Son intermédiaire, l'inspecteur de police Doumecq, le charge de démanteler un réseau de narcotiques à Rotterdam. Aussitôt a-t-il terminé sa mission, qu'il doit se faire passer pour un agent d'assurances, dénommé Roger Pilar pour piéger un flic corrompu, le commissaire Gavarni, qui est non seulement un véritable flic, mais le gros bonnet d'un réseau de prostitution à l'échelle internationale. Après avoir maîtrisé Gavarni et ses complices, il est chargé par Doumecq de coincer l’Épervier, l'ennemi public no 1. Ce dernier recrute ses complices parmi de jeunes délinquants pour commettre ses forfaits tout en éliminant les témoins. Mais le criminel ne se contente pas de supprimer les témoins, il tue aussi ses jeunes complices, qu'il se plaît à appeler « Coco ». Son principe : tuer tous ceux qui pourraient le reconnaître. Seul Costa Valdes, que l’Épervier a engagé pour commettre un vol dans une bijouterie, survivra par miracle à la balle qui lui était destinée.
Or, Valdes se voit accusé des meurtres du bijoutier et des gardiens de la paix perpétrés par l'ennemi public no 1, et est placé en prison. Pour cette nouvelle mission, l’Alpagueur se fait passer pour un petit malfrat, Johnny Lafont, extradé canadien, emprisonné et placé dans la même cellule que Valdes. Il gagne la confiance du jeune homme et apprend que le criminel qu'il traque est un steward, que Valdes avait rencontré deux ans auparavant alors qu'il rentrait de son service militaire et voulait l'emmener chez lui à Juvisy. Fort de ces renseignements, le chasseur de primes décide de profiter du réseau d'évasion de la prison — quitte à le démanteler par la suite — pour s'enfuir avec Costa et retrouver l' Épervier. Cependant, le responsable de ce réseau, Spitzer, est également à la tête du réseau de narcotiques démantelé par l'Alpagueur à Rotterdam et l'identifie bientôt grâce à un élément qu'il est le seul à connaître.
Au cours d'une fusillade à l'auberge des Grands Fusils, l’Alpagueur feint d'être mort avant d'abattre Spitzer et ses hommes de main. Costa réussit à s'enfuir ; mais, désespéré, croyant l’Alpagueur mort, il décide de se rendre seul chez l’Épervier qui l'abat. L’Alpagueur retrouvera sans peine l’Épervier dans son avion-alibi et tue ce dernier après une bagarre entre les deux hommes. Le film se termine sur un gros plan du visage de l’Alpagueur et par une voix hors caméra disant : « Non, nous ne savons absolument pas qui est cet homme. »
La phrase qui accompagne le générique de fin est d'Oscar Wilde : « Aucun homme n'est assez riche pour racheter son propre passé. »

## Fiche technique
- Titre : L'Alpagueur
- Réalisation : Philippe Labro
  - Assistant Réalisateur : Philippe Lopes-Curval
- Scénario original : Philippe Labro
  - Adaptation : Philippe Labro et Jacques Lanzmann
  - Dialogues : Jacques Lanzmann
- Musique : Michel Colombier (Éditions Musicales Hortensia)
- Photographie : Jean Penzer
- Son : Bernard Bats
- Décors : Bernard Evein
- Montage : Jean Ravel
- Photographe de plateau : Vincent Rossell
- Cascades : Rémy Julienne (voitures), Claude Carliez (combats)
- Direction de production : Alain Belmondo
- Société de production : Cerito Films (Paris)
- Studios : Paris-Studios-Cinéma (Studios de Billancourt)
- Générique : Les films Michel François
- Publicité : René Chateau
- Dates de tournage : 13 octobre 1975 au 20 janvier 1976
- Lieux de tournage : Allemagne, France
- Format : couleur (Eastmancolor) — 1,66:1 — Son monophonique
- Pellicules : Eastman Kodak 5247
- Pays d'origine :  France
- Langue originale : français
- Genre : policier, action, thriller
- Durée : 101 minutes[1]
- Date de sortie en salles :
  - France : 17 mars 1976
  - Allemagne de l'Ouest : 2 avril 1976
  - Suède : 11 novembre 1976
  - États-Unis : juin 1980
- Classification CNC : tous publics (visa d'exploitation no 44709 délivré le 12 mars 1976)[1]
- Affiche : René Ferracci (France)

## Distribution
- Jean-Paul Belmondo : L'Alpagueur alias Roger Pilard, puis Johnny Lafont
- Bruno Cremer : Gilbert dit l'Épervier
- Jean Négroni : Spitzer
- Patrick Fierry : Costa Valdes
- Jean-Pierre Jorris : Salicetti
- Victor Garrivier : l'inspecteur Doumecq
- Claude Brosset : Granier, le gardien de prison
- Marcel Imhoff : le directeur de cabinet
- Francis Huger : le commissaire Gavarni
- Jean-Luc Boutté : l'homme de main qui siffle
- Jack Jourdan : l'homme de main en costume propre
- Jacques Dhery : le directeur de la prison
- Patrice Chapelain-Midy : le premier employé de banque
- Suzan Kent : l'entraîneuse
- Muriel Belmondo : la première hôtesse de l'air
- Michèle Delacroix : la seconde hôtesse de l'air
- Mitia Lanzmann : le jeune motard
- Maurice Auzel : le routier Gros Bras
- Claude Guerry : le routier Marcel
- Max Doria : le bijoutier
- Roger Benamou : le premier mafioso aux lunettes noires
- Henri Viscogliosi : le troisième mafioso
- Jacques Destoop : le deuxième mafioso
- Marc Lamole : l'homme de main trouillard
- Dave Larsen : l'homme de main attaché
- Jean-Claude Magret : le deuxième employé de banque
- François Germain : le gardien porte prison
- Charly Koubesserian : le prisonnier empoisonné (caméo)
- René Chateau : un associé de Spitzer (caméo non crédité)
- Claude Carliez : le touriste anglais (caméo non crédité)
- Michel Berreur : un homme de main (non crédité)
- Daniel Vérité : un homme de main (non crédité)
- Antoine Baud : un infirmier de la prison (non crédité)
- Daniel Breton : 2e infirmier de la prison (non crédité)
- Jacques Paoli : lui-même, le journaliste à la radio (non crédité)
- Laura Antonelli : la fausse femme enceinte (non créditée)

## Production
En 1975, Jean-Paul Belmondo avait acheté les droits du roman La Mare aux diams, de Charles Williams, pour en faire une adaptation intitulée Diamants, qui aurait été réalisé par Claude Pinoteau, dont il a cosigné le script avec Jean-Loup Dabadie et dans lequel il aurait partagé l'affiche avec Laura Antonelli. Mais le projet ne se fait pas en raison d'un scénario qui « débouchait sur un film trop cher », selon Belmondo. Quatre mois après la comédie L'Incorrigible, en octobre 1975, Belmondo renoue avec le polar en tournant sous la direction de Philippe Labro, avec qui il avait déjà travaillé sur L'Héritier, en 1973. L'histoire de L'Alpagueur est initialement appelée Les animaux dans la jungle, que Labro fait lire à l'acteur, qui trouve qu'elle contenait de bonnes idées, mais pense que le caractère du personnage principal n'était pas suffisamment marqué.
Belmondo demanda à Labro de renforcer l'aspect solitaire du personnage, dans la tradition des grands polars, en devenant un héros, une « machine d'une redoutable efficacité agissant en marge du gouvernement ». Afin de mieux s'investir dans l'histoire, l'acteur produit le film pour la première fois sans soutien d'aucun associé. L'investissement total de Belmondo sur L'Alpagueur changeait tout « psychologiquement » pour Labro, qui déclare que ce n'est pas désagréable ni contraignant, mais que la star du film est votre employeur, sachant qu'il travaillait « non plus avec Belmondo mais pour Belmondo ». Labro ajoute que Belmondo n'a jamais fait peser de façon négative son poids de producteur sur le film, mais voulait que le projet aille à son terme, sacrifiant même sa santé pour ne pas interrompre le tournage, soudant de plus en plus un lien affectif entre les deux hommes. Selon Labro, il n'y a eu « qu'un moment d'impatience » au cours duquel Belmondo lui « fait une scène invraisemblable » devant l'équipe du tournage dans le décor de l'auberge où se déroule le traquenard, qui fut stupéfaite. Selon Labro, Jean Négroni, acteur du film, lui dit que la « colère d'acteurs » arrive souvent, presque une « tradition théâtrale », comme une façon « de se libérer, de se décharger ». La forme physique de Belmondo est mise à contribution notamment pour la scène où il doit courir derrière un camion, qui fut tournée en automne dans le froid, où l'acteur court sur une distance « d'à peu près quatre cent mètres ». Labro apprit à la fin de la journée que Belmondo, qui tourna quatre prises, souffrait depuis la veille d'une crise aiguë de sciatique, mais qu'il avait refusé de le signaler pour ne pas gêner le tournage, et ne s'était pas plaint une seule seconde.
Comme pour L'Héritier, le réalisateur-scénariste a puisé dans un fait-divers pour construire le scénario, en particulier le réseau d'évasion dans la prison, qui est inspiré d'une histoire similaire trois ans auparavant à la prison de Fleury-Mérogis. Labro multiplie les clins d’œil, notamment à Guet-apens (The Getaway) de Sam Peckinpah.

## Tournage
Le tournage s'est déroulé dans les studios de Billancourt pour la scène de l'avion. Une partie du film est tournée en octobre 1975 dans les Pyrénées-Orientales à Salses, à Perpignan et au Barcarès, ainsi qu'à La Palme dans l'Aude. À noter que L'Épervier braque une banque nommée Banque Cordell, référence qui est un renvoi au groupe Cordell SA que dirige Jean-Paul Belmondo dans L'Héritier (1973) également réalisé par Philippe Labro.

## Accueil

### Sortie du film et box-office
L'Alpagueur sort le 17 mars 1976 en France. À l'époque de sa sortie, L'Alpagueur rencontra un succès critique mitigé. Il prend la tête du box-office parisien la semaine de sa sortie avec 135 298 entrées, qu'il conservera la semaine suivante, mais avec une perte de 19,32 % par rapport à la semaine précédente avec 109 158 entrées, soit un cumul de 244 456 entrées. Il connaît une importante chute en troisième semaine avec 65 162 entrées, soit une baisse de 40,3 %, pour un total de 309 618 entrées. Le film finit avec 445 281 entrées à Paris. En province, il totalise 1 087 902 entrées, portant le total à 1 533 183 entrées sur l'ensemble du territoire français. L'Alpagueur ne rencontra pas le succès escompté, car selon Labro, il « avait des lacunes et des erreurs » qu'il n'a pas réussi à corriger durant le tournage.

## Hommages
- Le thème de L'Alpagueur est entendu dans le film Hobo with a Shotgun.